# MeeGo
MeeGo je prosti in odprtokodni operacijski sistem za prenosne naprave, ki temelji na Linuxu. Podjetji Nokia in Intel sta ga februarja 2010 najavili na skupni tiskovni konferenci na prireditvi Mobile World Congress. MeeGo je nastal z združitvijo projektov Maemo (Nokia) in Moblin (Intel). Infrastrukturo za sodelovanje pri razvoju so priskrbeli pri organizaciji Linux Foundation.
Med ciljno strojno opremo, za katero je MeeGo načrtovan, so dlančniki, avtomobilske naprave, mali prenosniki in televizorji. Vse te platforme si delijo osnovne komponente, razlikujejo pa se v uporabniških vmesnikih (UX, angl. user experience). Na voljo je podpora za procesorje ARM in x86. Privzeti datotečni sistem je Btrfs, za upravljanje paketov pa se uporablja RPM.
Nove različice so na voljo vsakih šest mesecev.

## Razvoj aplikacij
Glavni programski jezik je C++, za grafični uporabniški vmesnik pa se uporablja ogrodje Qt. Za razvoj je na voljo MeeGo SDK, ki vsebuje integrirano razvojno okolje Qt Creator in simulator. Ker je MeeGo zelo podoben ostalim distribucijam Linuxa, je možno za razvoj uporabljati tudi druge jezike in knjižnice. Po zaključku razvoja se program zapakira v paket RPM. Programske pakete je možno distribuirati prek spletnih trgovin s programi, kot sta na primer Nokia Ovi Store in Intel AppUp, ali pa prek lastnih virov programske opreme, katere lahko uporabniki dodajajo po želji.